# Juan María Gómez (gobernador)
Juan María Gómez fue un militar argentino, perteneciente a la Armada, que se desempeñó como gobernador del Territorio Nacional de Tierra del Fuego por tres períodos consecutivos entre 1924 y 1932.

## Biografía
Realizó su carrera militar en la Armada Argentina, pasando a retiro con rango de teniente de fragata.
El 1 de diciembre de 1924 fue designado gobernador del Territorio Nacional de Tierra del Fuego por el presidente Marcelo Torcuato de Alvear. Fue designado para un segundo período en 1927, y por tercera vez tras el golpe de Estado de 1930, luego de haberse alejado unos meses de las funciones tras dicho suceso. Renunció al cargo en junio de 1932, unos meses después de la asunción presidencial de Agustín Pedro Justo.
En el cargo propuso el traslado de la capital del Territorio de Ushuaia a Río Grande por el aislamiento geográfico de la primera y por la numerosa presencia de chilenos en el sector norte de la isla Grande. A los presos liberados del penal de Ushuaia, el cual recuperó su autonomía respecto a la gobernación anterior, les impuso un régimen de permanencia. En 1928, creó la comisión de fomento de Río Grande.
Una calle de Ushuaia lleva su nombre.